# Garth Stein
Garth Stein (Los Angeles, Califórnia, 6 de Dezembro de 1964) é um escritor estadunidense. Seu livro mais conhecido é o "A Arte de Correr na Chuva".

## Carreira

### Início
Stein ganhou um B.A. em 1987 pela Columbia College of Columbia University e mais tarde recebeu um mestrado em Belas Artes no filme da University School of the Arts. Posteriormente, Stein trabalhou como diretor, produtor e/ou escritor de filmes-documentários, vários dos quais foram premiados. Em 1991, ele co-produziu um vencedor do Oscar de curtas metragens, "A Data Para o Almoço". Em seguida, ele co-produziu "A Última Festa", um filme-documentário de 1992 da Democratic National Convention. Stein também produziu e dirigiu um documentário sobre a cirurgia no cérebro de sua irmã, intitulado "Quando a Cabeça Não é Uma Cabeça, é Uma Porca".
Além de seus filmes, Stein assumiu a escrita criativa. Ao mesmo tempo, ele ensinava a escrita criativa no Tacoma School of the Arts. Ele também publicou três livros e um jogo, "O Irmão Jones", que foi produzido em Los Angeles, Califórnia em 2005. Seu primeiro romance publicado foi: "Raven Roubou a Lua", (Editora Pocket, 1998). Seu segundo romance, "Como Evan Quebrou a Cabeça e Outros Segredos" (Editora Soho Press, 2005), foi selecionado como um Pick BookSense e ganhou um prêmio da Pacific Northwest Booksellers Association Award.

### "A Arte de Correr na Chuva"
Este é o mais recente romance de Stein. A Arte de Correr na Chuva tornou-se um best-seller em Nova York e o número #1 BookSense Pick.
O romance conta a história de Denny, um piloto de corridas e seu cão Enzo, que acredita que ele será reencarnado como um ser humano - seguindo uma lenda antiga, que diz que um cão que está preparado vai reencarnar em sua próxima vida como ser humano.
Stein se inspirou para escrever o livro depois de ver um documentário sobre a Mongólia, chamado "Estado de Cães", e depois de ouvir uma leitura do poema "The Revenant", contada a partir de um ponto de vista do cão. A experiência de condução de carros de corrida do personagem Denny, baseia-se na experiência em carros de Garth Stein. Ele se mudou de Nova York para Seattle em 2001 e envolveu-se na "educação de alto desempenho do motorista", recebeu sua licença de corrida com o Sports Car Club of America (SCCA), ganhou o campeonato de pontos na região Noroeste, em 2003 e continuou correndo mesmo depois de um acidente grave durante uma chuva.

## Vida pessoal
Stein nasceu em Los Angeles, cresceu em Seattle, e depois de passar dezoito anos em Nova York, retornou a Seattle. Stein vive lá com sua esposa, Andrea Perlbinder Stein, filhos Caleb, Eamon e Dashiell e o cachorro da família, Cometa, uma mistura de Labrador com Poodle. Quando vivia em Nova York, tocava em uma banda de rock, chamado "Zero Band", que ensaiava bastante, mas raramente se apresentavam.